# Jocón (ort)
Jocón är en ort i Honduras.   Den ligger i departementet Departamento de Yoro, i den centrala delen av landet, 140 km norr om huvudstaden Tegucigalpa. Jocón ligger 973 meter över havet och antalet invånare är 1 731.
Terrängen runt Jocón är kuperad åt nordväst, men åt sydost är den bergig. Terrängen runt Jocón sluttar norrut. Runt Jocón är det ganska glesbefolkat, med 28 invånare per kvadratkilometer. Jocón är det största samhället i trakten. 